# Назарет
Назаре́т (івр. נָצְרַת, Нацерет; араб. الناصرة, an-Nāṣira; арам. ܢܨܪܬ‎, Naṣrath) — місто в Галілеї, на півночі Ізраїлю; священне християнське місто, третє за значущістю після Єрусалима та Вифлеєма. Тут, згідно з Євангелієм, сталося Благовіщення та минули дитинство і юність Ісуса Христа, через що його прозивали «Назарянином» (івр. הנוצרי‏‎, га-ноцрі — «житель міста Назарет»; Ів. 19:19). Донині, від назви цього міста, християн на Близькому Сході називають «назарянами».

## Географія
Назарет — найбільше арабське ізраїльське місто, яке є центром арабського життя на півночі Ізраїлю (місто Галилеї в коліні Завулон); розташоване на південно-західній стороні від Капернаума, на захід від південного кінця Тіверіадського озера, в 7 англійських милях на захід від гори Фавор.

### Клімат
Місто знаходиться у зоні, котра характеризується середземноморським кліматом. Найтепліший місяць — липень із середньою температурою 26.7 °C (80 °F). Найхолодніший місяць — січень, із середньою температурою 11.1 °С (52 °F).
| Клімат Назарета         | Клімат Назарета | Клімат Назарета | Клімат Назарета | Клімат Назарета | Клімат Назарета | Клімат Назарета | Клімат Назарета | Клімат Назарета | Клімат Назарета | Клімат Назарета | Клімат Назарета | Клімат Назарета | Клімат Назарета |
| Показник                | Січ.            | Лют.            | Бер.            | Квіт.           | Трав.           | Черв.           | Лип.            | Серп.           | Вер.            | Жовт.           | Лист.           | Груд.           | Рік             |
| Абсолютний максимум, °C | 22              | 28              | 31              | 37              | 42              | 40              | 40              | 42              | 41              | 38              | 32              | 30              | 42              |
| Середній максимум, °C   | 15              | 17              | 20              | 24              | 27              | 30              | 31              | 32              | 31              | 28              | 23              | 18              | 25              |
| Середня температура, °C | 11              | 12              | 14              | 17              | 21              | 24              | 26              | 26              | 25              | 22              | 17              | 13              | 19              |
| Середній мінімум, °C    | 6               | 6               | 8               | 11              | 14              | 18              | 21              | 21              | 18              | 16              | 11              | 7               | 13              |
| Абсолютний мінімум, °C  | −2              | −1              | −1              | 3               | 6               | 8               | 17              | 17              | 12              | 7               | 1               | 1               | −2              |
| Днів з дощем            | 16              | 14              | 11              | 6               | 3               | 1               | 0               | 1               | 1               | 6               | 9               | 15              | 83              |
| ----------------------- | --------------- | --------------- | --------------- | --------------- | --------------- | --------------- | --------------- | --------------- | --------------- | --------------- | --------------- | --------------- | --------------- |
| Джерело: Weatherbase    |                 |                 |                 |                 |                 |                 |                 |                 |                 |                 |                 |                 |                 |

## Історія
Місто Назарет дуже шанують як місто, де зростав Ісус до відкритого служіння (Лк. 2:39-51); і куди повернулися з Єгипту Йосип, Марія з Ісусом (Мт. 2:23); у ньому дуже багато церков, включаючи католицький храм Благовіщення, найбільший храм на Близькому Сході, який височіє у центрі міста. Цей храм стоїть на тому місці, де було трикімнатне житло Богородиці у гроті, і як вважають християни, янгол Гавриїл з'явився перед Марією та розповів про народження Христа. За питною водою Богородиця ходила до поруч розташованого джерела води, на якому пізніше у період святої Олени був споруджений православний храм Архангела Гавриїла на джерелі Марії (джерело Святого Сімейства). У Назареті також збереглася теслярська майстерня святого Йосипа (в якій навчався Ісус працювати) та руїни синагоги, де Ісус читав пророцтва Ісаї про Себе Самого. Невеличке тоді місто лежало на жвавій торговельній дорозі з Дамаска в Єгипет, що й не могло не накласти гіркого відбитку на вдачу його мешканців. В усякому разі, згодом рідне місто Спасителя Назарет виявилося найбільш ворожим Його проповіді: у назаретській синагозі Ісуса мало не вкаменували (Лк. 4:30). 
У період хрестоносців у Назареті була влаштована митрополича катедра Назаретського єпископа перенесена зі Скифополя. 
У 1837 р. Назарет дуже постраждав від землетрусу.
Нині Назарет — колись християнське, а зараз переважно мусульманське місто — дивує прибульців червоними прапорами з серпом і молотом. Уже кілька років мером міста обирається комуніст.

## Пам'ятки
- Храм Архангела Гавриїла на джерелі Марії (джерело Святого Сімейства).
- Грандіозна біла споруда Базиліки Благовіщення, зведена 1968 року, височіє над містом — п’ятий храм, споруджений на цьому місці. Окрім крипти-гроту, у якому, за переказами, відбулося благовіщення, цебто зустріч Марії з Архангелом Гавриїлом, храм має Нижню та Верхню церкви, в останній з яких вражає величезна мозаїка “Тріумф Вселенської Церкви”.

Вражає і менша мозаїка — образ Зарваницької Богородиці, оточений двома постатями в гуцульських строях та візерунками. Поруч різні народи світу помістили зображення чудотворних ікон Матері Божої зі своїх країв. Можна тут побачити колоритних темношкірих Мадонн африканців та азіатів, Діву Марію американців у білому капелюсі.

## Населення
Назарет відомий як «арабська столиця Ізраїлю».
Населення міста становить 77 445 жителів і сливе повністю складається з арабських громадян Ізраїлю.
69% мешканців сповідують іслам, 30,9% — християнство різних напрямів.
Євреї живуть у сусідньому місті Ноф-га-Галіль, раніше відомому як Нацрат-Ілліт (Верхній Назарет).

## Галерея

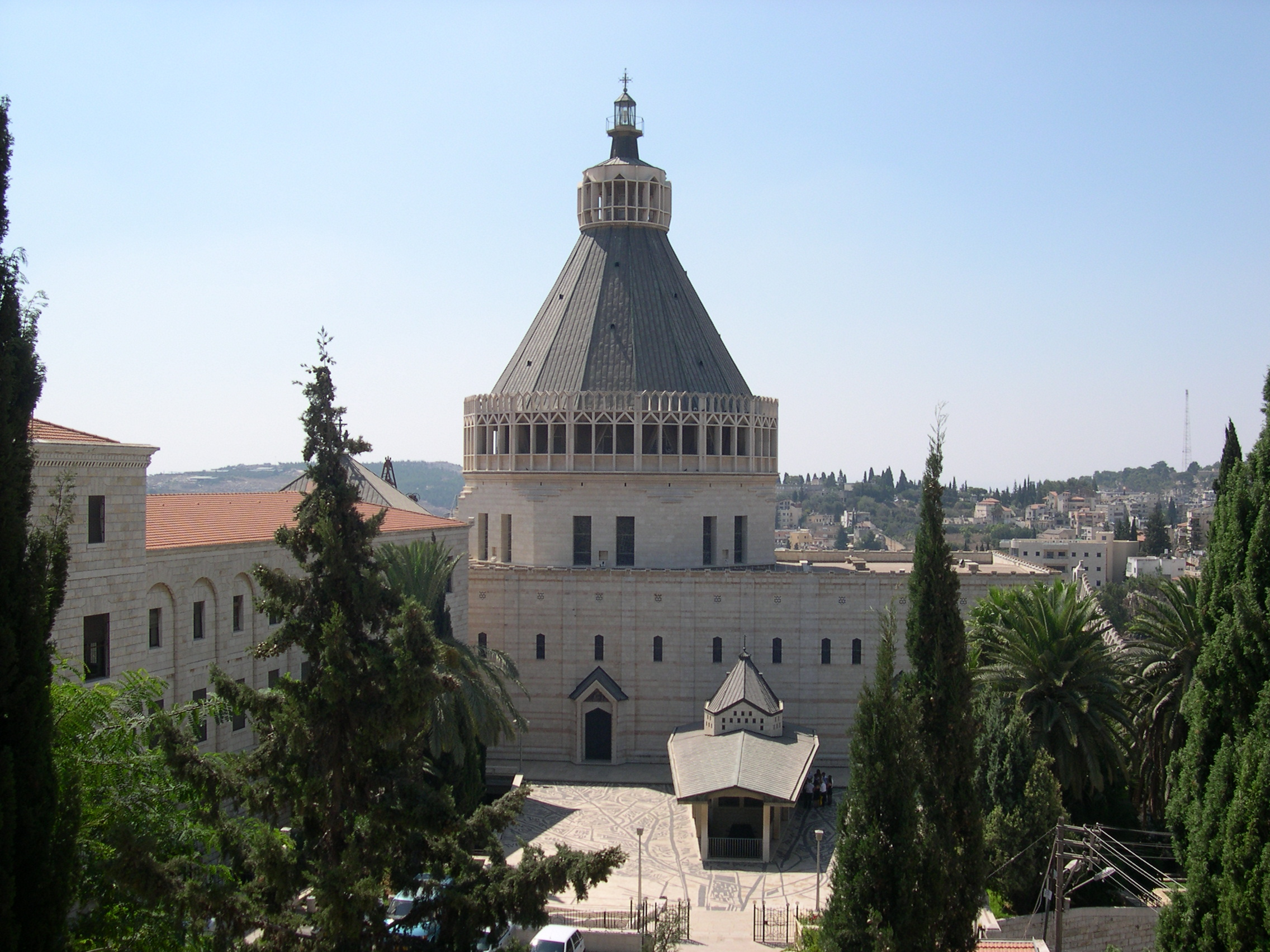
Храм Благовіщення в місті Назарет
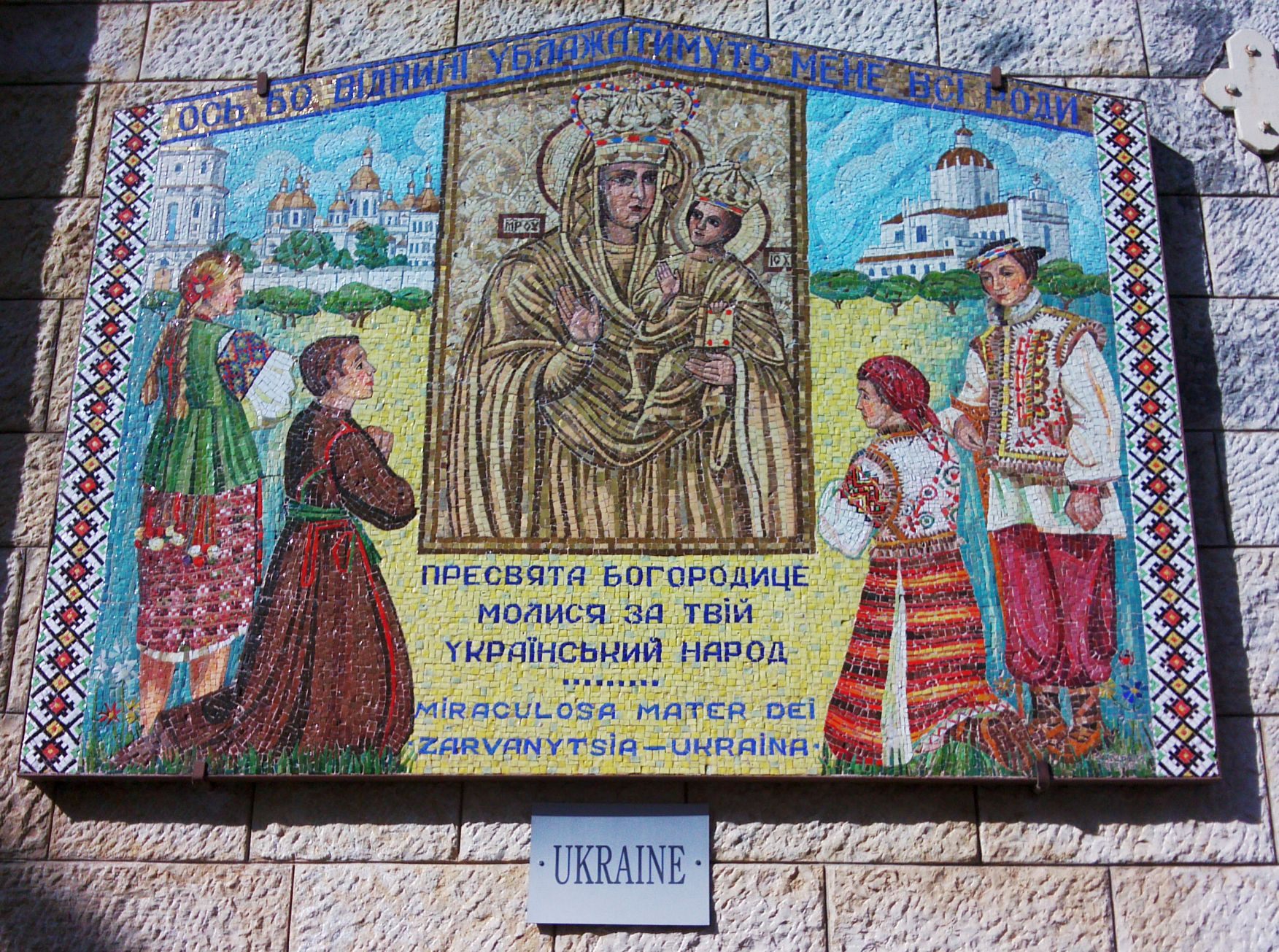
Мозаїка коло базиліки Благовіщення в Назареті (образ Зарваницької Богородиці)

## Цікаві факти
- Від назви міста походить ряд поселених пунктів Назаре.